# Отроковичи
Отроко́вичи — деревня в Конаковском районе Тверской области. Входит в состав Городенского сельского поселения.

## География
Находится в 22 километрах к востоку от Твери на правом берегу Волги. За Волгой — деревня Судимирка Калининского района. В 4 км к югу — село Городня и автодорога «Москва — Санкт-Петербург».

## История
В Списке населенных мест Тверской губернии 1859 года в Тверском уезде значится владельческое село Отроковичи; 27 дворов, 338 жителей, каменная Покровская церковь (1817). Последними владельцами села были князья Шаховские.
В XIX — начале XX века село относилось к Городенской волости, в 1886 году 61 двор, 337 жителей.
В 1866 году Н. В. Верещагин организовал в Отроковичах первую в России артельную сыроварню.
С 1929 по 1960 год Отроковичи относятся к Завидовскому району, в 1940 году — центр Отроковского сельсовета. Во время Великой Отечественной войны деревня была оккупирована в середине ноября 1941 года, освобождена 5 декабря. Большинство домов в деревне были сожжены; братская могила советских воинов, погибших в боях с фашистами.
С 1965 года — в составе Конаковского района, в 1970-80-е годы жители деревни трудились в совхозе (ОПХ) «Редкинское». В 1992 году — 41 хозяйство, 97 жителей.

## Население
| 1859 | 1886 | 1992 | 2002 | 2010 |
| ---- | ---- | ---- | ---- | ---- |
| 338  | ↘337 | ↘97  | ↘55  | ↘49  |